# 高瀨志帆
高瀨志帆（12月21日—）是日本漫画家。山梨縣甲府市出身，現居東京都武藏野市。其他筆名有たかせ シホ。

## 經歷
中學、高中時代喜歡漫畫《玻璃假面》。短大畢業後，曾於製藥公司工作，因為健康問題休養時投稿新人賞，1995年集英社的少女漫畫雜誌《ぶ〜けデラックス》刊登其出道作〈HEVENLY　PLACE〉。
2022年作品《二月的勝者》獲得第67回小學館漫畫賞（一般向部門）。